# Talas (província)

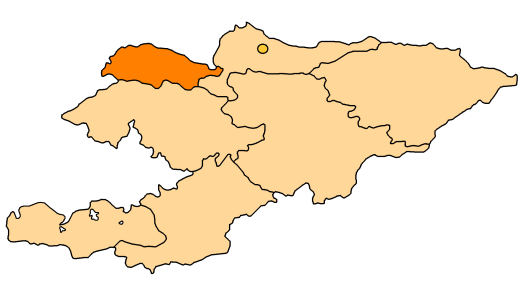
Localização da província de Talas no Quirguistão.

A província de Talas (Талас областы, quirguiz) é uma das sete províncias do Quirguistão. Possui uma área de 11.400 km² e população de 216.100 habitantes (2005). Sua capital é Talas.

## Distritos
A província é dividida em quatro distritos (raions):

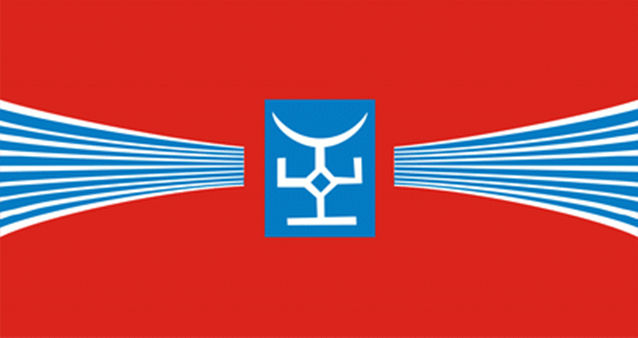
Bandeira da província

| Distrito   | Capital             |
| ---------- | ------------------- |
| Bakay-Ata  | Leninpol'           |
| Kara-Buura | Kyzyl-Adyr          |
| Manas      | Pokrovka            |
| Talas      | Talas (Quirguistão) |